# Arthur Brodie Haig
Sir Arthur Brodie Haig, britanski general, * 1886, † 1957.